# Мейджор, Джон (философ)
Джон Мейджор, или Мэйер (англ. John Major, Mair, лат. Johannes Maioris; 1467 или 1469, Глехорни близ Норт-Берика — 1550, Сент-Андрус) — шотландский философ

 и историк XVI века, один из родоначальников идеи англо-шотландской унии.

## Биография

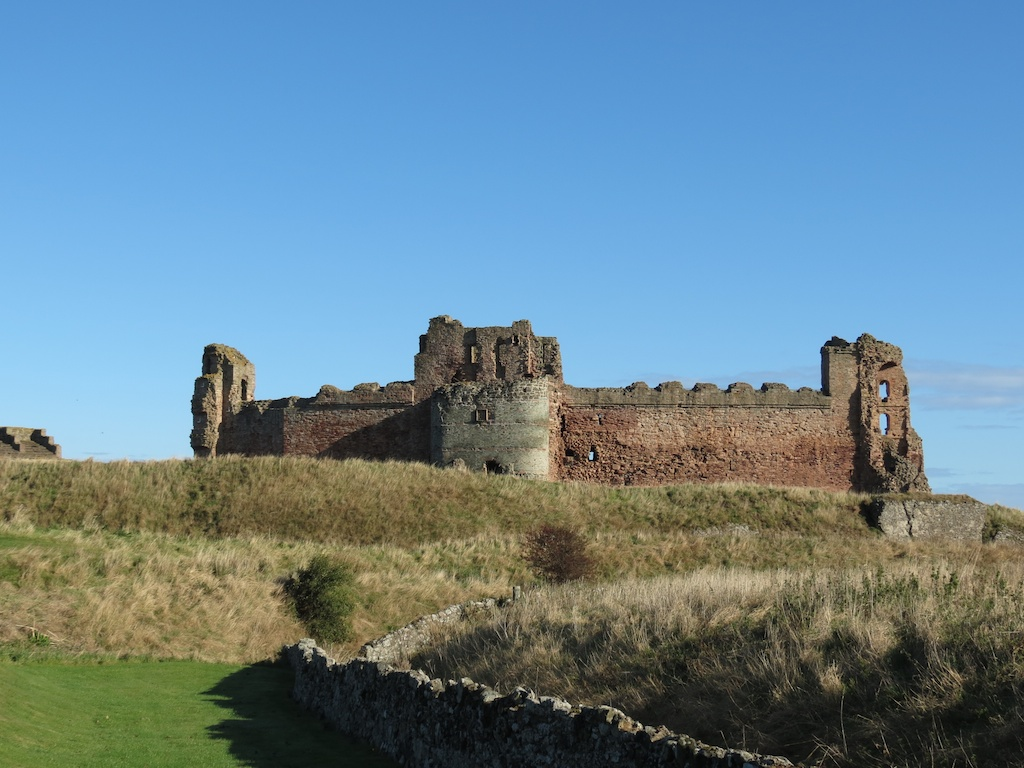
Руины замка Танталлон в Ист-Лотиане, разрушенного в 1651 году армией Кромвеля

Происходил из небогатой дворянской семьи, имевшей владение в Глехорни близ Норт-Берика в Ист-Лотиане. Селение это находилось в двух милях от замка Танталлон, принадлежавшего барону Арчибальду Дугласу, 5-му графу Ангусу, отцу Гэвина Дугласа, известного церковного поэта и епископа Данкельда, ставшего другом и покровителем способного Джона, который по окончании церковной школы в Хаддингтоне направлен был для дальнейшего обучения в Колледж Христа при Кембриджском университете. 
С 1493 года он дополнил своё образование в Парижском университете. В 1494 году он получил степень магистра искусств в парижском коллеже Сент-Барб, а в 1505-м — доктора богословия в парижском коллеже Монтейгу, который называл своей «истинной кормилицей, которую нельзя называть без почтения». 
После окончания в 1498 году своего обучения остался преподавать в Париже, и большую часть оставшейся жизни проработал профессором логики и теологии, сначала в Наваррском коллеже, затем в коллеже Монтейгу, с 1505 по 1518 год в Парижском университете, с 1518 по 1523 год в университете Глазго, с 1523 по 1525 в Университете Святого Андрея в Сент-Эндрюсе, а с 1525 по 1530 год снова в Париже. В 1530 году вернулся в Сент-Эндрюс, получив должность ректора университетского колледжа Святого Сальватора, которую занимал до самой своей смерти.
В 1509 году отклонил предложенную епископом Гэвином Дугласом должность казначея Королевской часовни в Эдинбурге, которую тот приобрёл для него, но после своего возвращения в 1518 году в Шотландию, нуждаясь в дополнительных доходах, согласился стать викарием в Данлопе в Айршире и каноником Королевской часовни в Стерлинге. В 1525 году, возвращаясь в Париж через Англию, остановился во время своего путешествия у кардинала Томаса Уолси, предложившему ему доходную должность в колледже Крайст-черч, основанный последним годом ранее в Оксфорде.
Будучи одним из последних средневековых философов-схоластов, ещё при жизни завоевал значительный авторитет в вопросах теологии. Его учениками были будущие шотландские реформаторы Джон Нокс, Патрик Гамильтон, а также известный историк-гуманист, воспитатель короля Якова I Стюарта Джордж Бьюкенен. 
В течение всей своей жизни оставался добрым католиком, хотя в 1549 году выступил за создание в Шотландии национальной церкви.

## Сочинения

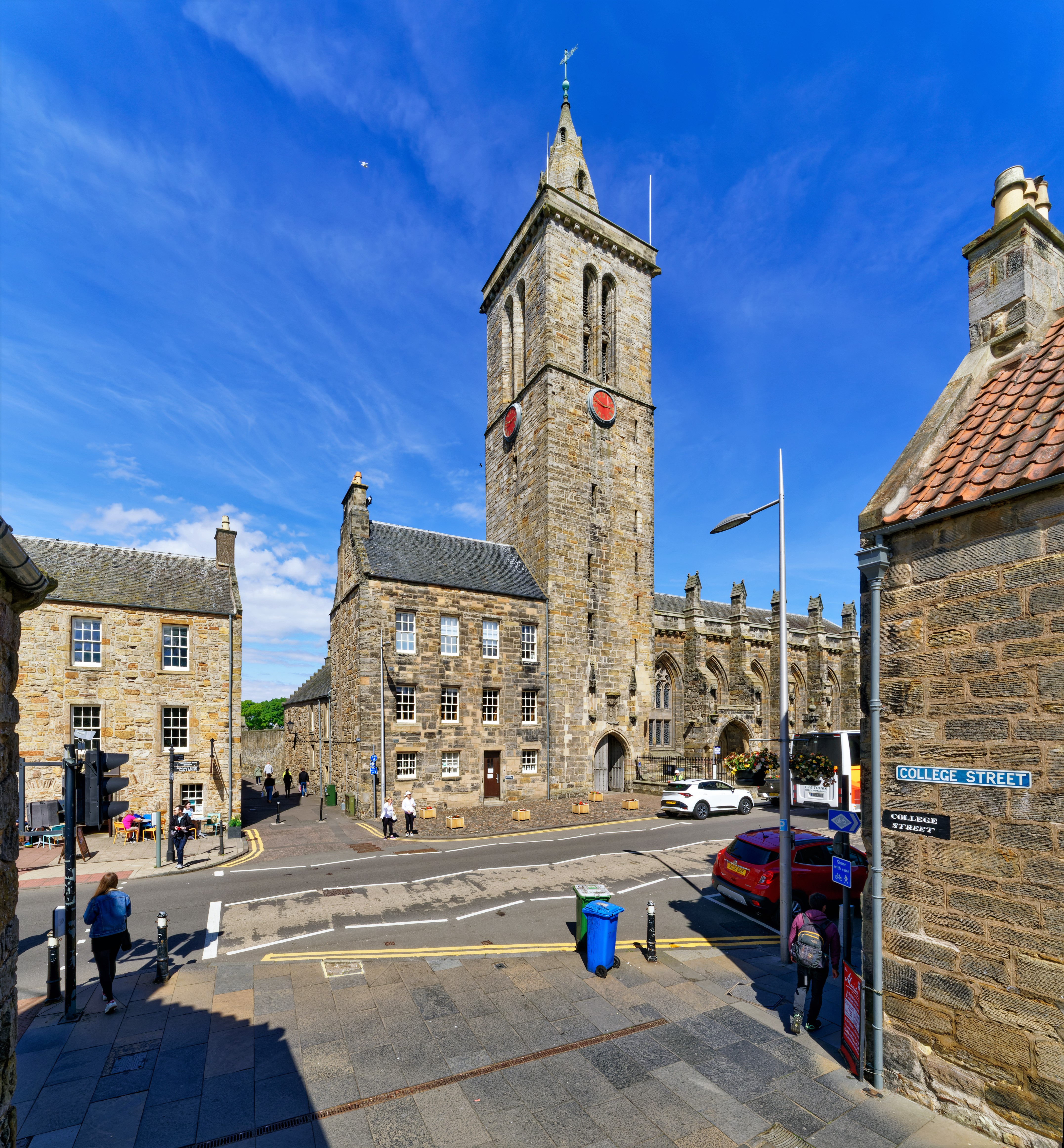
Здание колледжа и часовни Святого Сальватора университета Святого Андрея в Сент-Эндрюсе, Шотландия (1450)

В области философии являлся последователем известных номиналистов XIV столетия Уильяма Оккама и Жана Буридана, переработав выработанные ими традиционные положения в духе современной ему гуманистической идеологии, а также опираясь на оригинальные тексты Библии и античных классиков. Выступая с позиций концилиаризма, обосновывал примат церкви как единой организации над папством, а также примат нации над её королём. Подчеркивал также неотъемлемость естественного права на свободу человека.
В 1517—1518 годах издал в Париже свои размышления (Reportata Parisiensia) по поводу учения о свободе воли шотландского философа второй половины XIII — начала XIV века Иоганна Дунса Скотта, а в 1519-м — обстоятельные комментарии к «Сентенциям» известного богослова XII века Петра Ломбардского. В 1526, 1528 и 1529 годах опубликовал восемь книг по физике, «Логику» и «Этику» Аристотеля, сопроводив их собственными комментариями и посвящениями кардиналу Уолси. Не владея, по-видимому, греческим языком, пользовался только латинскими текстами. 
В 1529 году издал в Париже свои комментарии к Новому Завету, в рамках идей евангельской гармонии отстаивая взаимную их достоверность и каноничность перед критиками из числа приверженцев Джона Уиклифа, Яна Гуса и Мартина Лютера. Предварив «Евангелие от Матфея» своим посвящением архиепископу Сент-Эндрюса Джеймсу Битону, открыто восхвалял последнего за «рвение, проявленное в борьбе с лютеранством и за мужество в устранении, не без злой воли многих, человека благородного, ставшего несчастным последователем вероломной этой ереси», подразумевая собственного ученика Патрика Гамильтона, в 1527 году сожжённого в Сент-Эндрюсе на костре. 
Наиболее значительные труды Мейджора, однако, посвящены истории и анализу путей дальнейшего развития Шотландии. В 1521 году он издал в Париже свои «Деяния шотландцев» (лат. De Gestis Scotorum) и «Историю Великой Британии, как Англии, так и Шотландии» (лат. Historia majoris Britanniae, tam Angliae quam Scotiae), кратко «Великую Британию». В последней он впервые в шотландской историографии выступил с идеей объединения Шотландии и Англии в единое государство. Основываясь на географическом единстве и исторической близости двух британских государств, отстаивал в ней преимущества унии как залога дальнейшего процветания. В сфере исторических изысканий его труды резко контрастируют с современными ему хрониками как более критические по отношению к исторической традиции и опирающиеся на реальные источники, а не на мифы и предания. В соответствии с этим, им подвергнуты были сомнению многие сообщения средневековых шотландских хронистов Джона Фордунского, Эндрю Уинтонского и Уолтера Боуэра, некритически воспринятые его современником профессором Абердинского королевского колледжа Гектором Бойсом, автором опубликованной в 1527 году «Истории Шотландии».
Помимо общественно-политических идей, включая осуждение симонии и коррупции в среде духовенства, открыто высказывался в своём труде в защиту шотландского «овсяного хлеба», отстаивая также преимущества эля перед вином, что заставляет видеть в нём личность не столь сухую и педантичную, какой видели её философы XVIII—XIX столетий.
«Великая Британия» Мейджора оказала значительное влияние на политическое развитие Шотландии в XVI веке, однако тот факт, что она была написана на академической латыни, не позволил этому сочинению получить широкую известность в Европе. Интерес к ней пробудился после публикации её в 1740 году Фрибэрном в Эдинбурге, когда историки и антикварии, начиная с Уильяма Стьюкли, обратили внимание на упоминание в ней легендарного английского разбойника Робин Гуда:

«В то время, как я полагаю, жили знаменитые разбойники, англичанин Роберт Гуд и Маленький Джон, которые подстерегали в лесной чаще путников, но отбирали добро только у тех, кто был богат. Они не лишали жизни никого, кроме тех, кто нападал на них или чересчур упорствовал в защите своей собственности. За Роберта стояла сотня его стрелков, все могучие бойцы, с коими в бою не могли справиться четыре сотни опытных воинов. Деяния этого Роберта прославлены во всей Британии. Он не позволял творить несправедливости в отношении женщин или грабить бедняков, а, напротив, оделял их тем, что отбирал у аббатов. Разбойные дела этого человека достойны осуждения, но из всех разбойников он был самым гуманным и благородным…»